# إيرا نيوبل
إيرا نيوبل (بالإنجليزية: Ira Newble)‏ مواليد 20 يناير 1975 في ديترويت، هو لاعب كرة سلة أمريكي معتزل تحول إلى التدريب بعد الاعتزال بدأ مسيرته الاحترافية في سنة 1997.. يبلغ طوله 6 قدم 7 بوصة (2.0 م). اعتزل اللعب في 2010.

## المسيرة الاحترافية
لعب مع سان أنطونيو سبرز في موسم 2000–2001، ثم لعب مع أتلانتا هوكس في سنة 2002، ثم لعب مع أتلانتا هوكس في موسم 2002–2003، ثم لعب مع كليفلاند كافالييرز من سنة 2003 إلى 2008، ثم لعب مع سياتل سوبرسونيكس في سنة 2008.

## إحصائيات المسيرة

### الموسم الاعتيادي
| السنة   | الفريق             | لعب | بدأ  | دقيقة | ميداني% | ثلاثية | حرة  | ارتداد | صنع | استلاب | تصدي | نقطة |
| ------- | ------------------ | --- | ---- | ----- | ------- | ------ | ---- | ------ | --- | ------ | ---- | ---- |
| 2000–01 | سان أنطونيو سبرز   | 27  | 6    | 6.8   | .382    | .444   | .500 | 1.3    | .2  | .1     | .1   | 2.0  |
| 2001–02 | أتلانتا هوكس       | 42  | 35   | 30.3  | .498    | .143   | .852 | 5.3    | 1.1 | .9     | .5   | 8.0  |
| 2002–03 | أتلانتا هوكس       | 73  | 45   | 26.5  | .495    | .381   | .778 | 3.7    | 1.4 | .7     | .4   | 7.7  |
| 2003–04 | كليفلاند كافالييرز | 64  | 25   | 19.5  | .391    | .105   | .783 | 2.4    | 1.1 | .4     | .3   | 4.0  |
| 2004–05 | كليفلاند كافالييرز | 74  | 69   | 24.8  | .429    | .358   | .797 | 3.0    | 1.2 | .7     | .2   | 5.9  |
| 2005–06 | كليفلاند كافالييرز | 36  | 3    | 9.8   | .298    | .231   | .688 | 1.6    | .3  | .1     | .3   | 1.3  |
| 2006–07 | كليفلاند كافالييرز | 15  | 1    | 8.6   | .432    | .533   | .600 | 2.0    | .1  | .4     | .0   | 3.1  |
| 2007–08 | كليفلاند كافالييرز | 41  | 13   | 15.9  | .449    | .333   | .769 | 2.8    | .3  | .7     | .2   | 4.3  |
| 2007–08 | سياتل سوبرسونيكس   | 2   | 0    | 8.5   | .286    | .000   | .000 | .0     | .5  | .0     | .0   | 2.0  |
| 2007–08 | لوس أنجلوس ليكرز   | 6   | 0    | 5.2   | .333    | .500   | .000 | 1.8    | .5  | .2     | .2   | 1.2  |
| المسيرة |                    | 1   | 20.1 | .446  | .341    | .778   | 2.9  | .9     | .5  | .3     | 5.1  |      |

### الأدوار الإقصائية
| السنة   | الفريق             | لعب | بدأ | دقيقة | ميداني% | ثلاثية | حرة  | ارتداد | صنع | استلاب | تصدي | نقطة |
| ------- | ------------------ | --- | --- | ----- | ------- | ------ | ---- | ------ | --- | ------ | ---- | ---- |
| 2006    | كليفلاند كافالييرز | 5   | 0   | 2.2   | 1.000   | 1.000  | .000 | .4     | .0  | .2     | .0   | 1.4  |
| 2007    | كليفلاند كافالييرز | 6   | 0   | 1.7   | .000    | .000   | .000 | .2     | .2  | .0     | .0   | .0   |
| 2008    | لوس أنجلوس ليكرز   | 1   | 0   | 1.0   | .000    | .000   | .000 | .0     | .0  | .0     | .0   | .0   |
| المسيرة |                    | 12  | 0   | 1.8   | .600    | .333   | .000 | .3     | .1  | .1     | .0   | .6   |

## روابط خارجية
- إيرا نيوبل على موقع إن بي أي (الإنجليزية)
- إيرا نيوبل على موقع سبورتس رفرنس (الإنجليزية)
- إيرا نيوبل على موقع كرة السلة الأوروبية.كوم (الإنجليزية)
- إيرا نيوبل على موقع كلية كرة السلة في سبورتس رفرنس.كوم (الإنجليزية)
- إيرا نيوبل على موقع ريلجم (الإنجليزية)
- إيرا نيوبل على موقع بروبوليرز (الإنجليزية)